# خوان کارلوس داکابو
خوان کارلوس داکابو (انگلیسی: Juan Carlos Docabo؛ زادهٔ ۱۴ دسامبر ۱۹۷۰) بازیکن فوتبال اهل آرژانتین است.
از باشگاه‌هایی که در آن بازی کرده‌است می‌توان به باشگاه فوتبال بانفیلد، باشگاه ورزشی اتلتیکو جونیور، باشگاه فوتبال پروجا، باشگاه فوتبال ولز سارسفیلد، باشگاه فوتبال استودیانتس، و باشگاه ورزشی سن لورنسو آلماگرو اشاره کرد.